# Верхня Канада
Ве́рхня Кана́да (англ. Upper Canada; французька province du Haut-Canada) — назва британської колонії у 1791—1841 роках, що розташувалася на півдні сучасної канадської провінції Онтаріо. Насправді сучасне Онтаріо вважається спадкоємцем Верхньої Канади — із політичної та культурної точки зору.

## Історія
У XVII—XVIII століттях ця територія є частиною Нової Франції. За Паризьким договором 1763 року Канада переходить під владу Великої Британії. За Квебекським актом 1774 року береги Великих Озер приєднують до провінції Квебек. Після визнання незалежності Сполучених Штатів у Канаду переселяються тисячі американських лоялістів. Оскільки береги річки Сен-Лоран (сучасний Квебек) вже заселено франкоканадцями, більшість новоприбулих осідає там, де тепер знаходиться південь провінції Онтаріо. Їх не задовольняє французьке законодавство та землеустрій («сеньйоріальна система»), що все ще існують у провінції Квебек. Тому у 1791 році провінцію Квебек розділено на дві частини — Верхню Канаду та Нижню Канаду.
Верхня Канада майже повністю англомовна (на відміну від Нижньої, франкомовної). 1793 року Парламент Верхньої Канади прийняв Акт проти рабства, яким обмежив ввезення у колонію рабів із Африки. У 1837—1838 роках у обидвох Канадах починається збройна боротьба за незалежність. У обидвох випадках повстанці зазнають поразки. Щоб зменшити незадоволення населення та прискорити асиміляцію франкоканадців, Верхню та Нижню Канади об'єднують у єдину колонію — Канаду — й надають їй реальне внутрішнє самоуправління. У 1867 році Канаду знов розділено на Верхню (Онтаріо) та Нижню (Квебек), після чого обидві провінції ввійшли в новоутворену Канадську конфедерацію, що існує дотепер.
Як і всі британські колоніальні провінції, Верхня Канада мала власний парламент.